# THE NOSTRADAMNZ
THE NOSTRADAMNZ（ザ・ノストラダムス）は、日本のヴィジュアル系ロックバンド。

## メンバー
ね基 督瓶(ねもと　こうへい)　ベース/ボーカル　8月12日生まれ
- 旧表記:禰故督丙

燕瞳 瑶壱楼(えんどう　よういちろう)　ギター/ボーカル　7月8日生まれ
- 遠藤洋一郎名義にて、APPLE MEETS BAZOOKA、Lucid And The Flowers、norito等でも活動。

上邑 隼人(かみむら　はやと)　ドラム/ボーカル　5月14日生まれ